# Xerografie

Xerografický proces: 1. Nabití povrchu statickou elektřinou; 2. Vytvoření latentního obrazu osvětlením; 3. Nanesení práškové barvy (toneru); 4. Otištění na nabitý papír, odstranění náboje z papíru.

Xerografie (z řec. xeros, suchý, a grafein, psát) je suchý kopírovací proces, při němž se na polovodivé, elektricky nabité vrstvě vytvoří „latentní“ obraz předlohy, na nějž se elektrostatickou silou přichytí částečky barviva (toner), otisknou na papír a tepelně fixují. Užívá se jednak v kopírkách (Xerox), jednak v laserových tiskárnách.

## Historie
Fyzikální princip elektrostatického přichycení práškové barvy na izolační povrch poprvé použil německý fyzik a spisovatel Georg Christoph Lichtenberg roku 1778 ke zobrazení tvaru elektrického výboje. Praktické použití pro tisk a kopírování si dal roku 1938 patentovat americký fyzik Chester Carlsson. Postup ručního kopírování pomocí plochých selenových desek byl však velmi zdlouhavý. U nás se v 80. letech objevily polské přístroje Pylorys s touto technologií. První dobře použitelný kopírovací přístroj s otáčivým bubnem místo desky začala roku 1960 vyrábět firma Xerox, která roku 1977 také uvedla na trh první laserovou tiskárnu.

## Popis
Otáčivý válec je pokryt světlocitlivou polovodivou vrstvou, která se nabije vysokým stejnosměrným napětím. Na vrstvu se promítne obraz předlohy tak, aby se náboj udržel jen na neosvětlených místech. Válec se popráší tonerem, práškovou barvou se zrníčky termoplastického pojiva, a z osvětlených míst se prášek setře plenkou. Na povrch válce se přitlačuje papír a otištěný obraz se „zažehlí“ čili fixuje teplem. Pak se válec očistí a je připraven pro další kopii.

## Technika

Оbr. 1: Schéma tiskové jednotky elektrofotografického tisku

Používá se fotomateriál, tj. materiál, který se ve tmě chová jako nevodič, ale po absorpci záření při osvitu se stává vodivým. Fotovodivý povrch obrazového válce je nejprve nabit (pomocí koronového výboje) v nabíjecí jednotce (kladně nebo záporně), osvitem jsou vybita určitá místa, čímž dojde k vytvoření latentního obrazu, který je následně vyvolán pomocí elektricky nabitého toneru (viz obr. 1).
Z vyvolaných míst je toner přenesen na potiskovaný materiál, kde je zafixován pomocí vysoké teploty. Latentní obraz je z povrchu obrazového válce odstraněn mazací jednotkou a zbytky toneru mechanicky odstraněny v čisticí jednotce. Posledním krokem je odstranění zbytkového náboje z povrchu válce expozicí světlem ve vybíjecí jednotce.
Nabíjecí jednotka je tvořena elektrodou, tou je tenké pozlacené wolframové vlákno. Tato elektroda je umístěná v uzemněném krytu. Na elektrodu je přiváděno napětí, jakmile napětí překročí kritickou hodnotu, dojde k výboji, tj. ionizaci okolního vzduchu a přenosu náboje povrchu válce, který je pokrytý fotovodivou vrstvou. Ten slouží jako protielektroda. Nabíjecí jednotka může být pozitivní, tedy povrch obrazového válce je nabíjen kladným nábojem, nebo negativní, kdy je nabíjen záporným nábojem. V některých elektrofotografických tiskárnách může být použita nabíjecí jednotka s více elektrodami v sérii, to zvyšuje homogenitu rozložení náboje. Také lze pro účinnější a rovnoměrnější nabíjení povrchu použít wolframové vlákno pokryté vrstvou skla.
Potom dojde k osvitu. Tím se na určitých místech odstraní elektrický náboj a vytvoří se tak latentní obraz. Potom dojde k vyvolání a latentní obraz se zviditelní nasazením toneru. Jako fotovodivý materiál na povrchu obrazového válce se používají slitiny selenu (např. selenid arsenitý As2Se3) nebo vícevrstvé organické fotovodivé struktury (OPC – Organic Photoconductor). OPC však mají nižší životnost. Povrchový náboj, který je vytvořen koronovým výbojem ve fotovodivém povrchu válce, vytváří homogenní pole. Povrch absorbuje energii způsobenou osvitem, vyvolá vznik kladného a záporného náboje, ty jsou následně svedeny k odpovídajícím elektrodám.
Světelné paprsky, které jsou exponovány na povrch obrazového válce, jsou generovány zobrazovací jednotkou na základě digitálních tiskových podkladů. V dnešní době se pro osvit používají LED diody, které jsou uspořádány v jedné řadě tak, že každá dioda odpovídá jednomu tiskovému bodu. Po nabití dochází na povrchu tiskového válce k pozvolnému vybíjení bez působení světla. Po expozici dojde k vybití.
Latentní obraz je ve vyvolávací jednotce zviditelněn pomocí vyvolávací směsi, ta je složena z velmi jemných elektrostaticky nabitých částic. Existují dva způsoby vyvolání latentního obrazu: DAD a CAD. Způsob vyvolání DAD probíhá tak, že jsou vyvolána místa osvitem vybitá. U způsobu CAD je tomu obráceně: toner je přenesen na nabitá neosvícená místa. K vyvolání se používá dvousložkový toner: nosič náboje a samotný toner. Nosič jsou zpravidla částice z feromagnetického materiálu o velikosti 100–300 μm. Dochází k míchání toneru s nosičem, a tím ke vzniku triboelektrického náboje. Částice toneru mají velikost průměrně 10 μm a nabalují se na částice nosiče. Nabité tonerové částice jsou přitahovány k latentnímu obrazu, který se takto zviditelní. Velikost náboje musí být udržována v patřičném rozmezí, aby nedocházelo ke špinění netisknoucích míst.
Při tisku opakujícího se motivu by mohlo docházet k poklesu koncentrace toneru ve vyvolávací směsi, proto se vyvolávací směs intenzivně míchá v míchací jednotce. Zbývající vyvolávací směs, která nebyla zachycena na latentním obrazu, je odstraněna ze spodního vyvolávacího válce pomocí stěrače a vrácena zpět do vyvolávacího cyklu. Tonerový prach bývá kontinuálně odsáván.
Viditelný obraz je potom přenášen z fotovodivého povrchu na potiskovaný materiál, nejčastěji papír, pomocí elektrostatického pole. Rubová strana papíru je v přenosové jednotce nabita opačným nábojem, než jakým jsou nabity částice toneru. Pro přenos celé vrstvy vyvolaného obrazu je nutný přímý kontakt potiskovaného materiálu, toneru a obrazového válce, aby byly překonány všechny molekulové síly, které přitahují nejspodnější vrstvu toneru k obrazovému válci.
Pak dochází k fixaci toneru k papíru, nejčastěji působením vyšší teploty, která bývá realizována výbojkou nebo IR zářením. Při vyšších teplotách dochází k tavení polymerů, které tvoří až 90% toneru, ty ztuhnou a vytvoří kompaktní tenkou vrstvu pevně fixovanou k povrchu, případně do struktury papíru. Toner lze fixovat rovněž kontaktním způsobem při současném působení vyšší teploty i tlaku.